# Huchzen

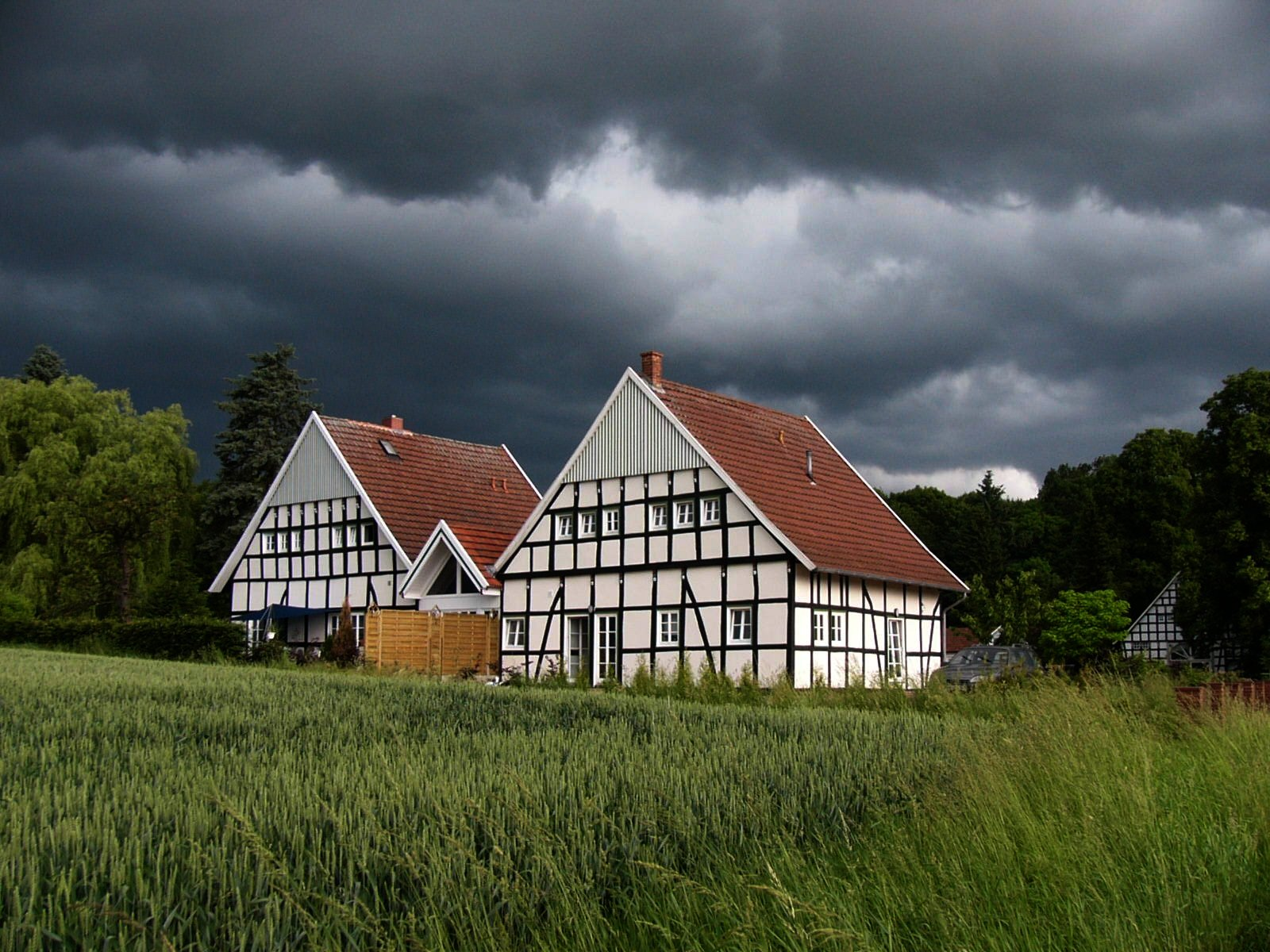
Zwei als moderne Wohnhäuser renovierte Kotten in (Groß-)Huchzen bei Gewitter; hinten rechts eine große Fachwerkscheune des Bauernhofs, zu dem die Kotten gehörten.

Huchzen ist ein Ort im Ortsteil Tengern der Gemeinde Hüllhorst im nordrhein-westfälischen Kreis Minden-Lübbecke.

## Geographie

### Lage

Übersichtskarte von Huchzen. Die rote Line ist die ehemalige Gemeindegrenze.

Huchzen liegt im Süden von Hüllhorst und ist der südlichste Bereich des ehemaligen Kreises Lübbecke. Naturräumlich gehört das Gebiet zur Ravensberger Mulde und wird komplett durch den Mühlenbach nach Süden in die Werre entwässert. Ganz im Süden des Gebietes, am Zusammenfluss von Tengener Bach und Mühlbach liegt mit 68 m ü. NHN der tiefste Punkt der Gemeinde Hüllhorst. Die ist zudem nicht nur der südlichste Punkt der Gemeinde Hüllhorst, sondern auch der des Altkreises Lübbecke. Auf dem Gebiet Huchzens gibt es mehrere Wälder, der größte, der Rehbusch, misst 7,5 Hektar. Die Grenze Huchzens misst rund 7,5 km, wobei Huchzen im Norden an die kreis- und ehemals amtsangehörigen ehemaligen Gemeinden Büttendorf (ca. 800 Meter) und Tengern (ca. 1,8 km) grenzte. (Heute grenzt es dort an den Ortsteil Büttendorf und an Tengern nicht mehr, weil es zu demselben gehört.)  Die Grenze im Süden an den Kreis Herford maß bzw. misst rund 4,9 km.

### Ortsbild
Huchzen ist kaum als Dorf zu bezeichnen, weder Dorfkirche noch ein geschlossener Dorfkern sind vorhanden. Das ehemalige Gemeindegebiet besteht vielmehr aus einzelnen, verstreut liegenden Einzelhöfen.
Historisch lagen auf dem Gebiet die Bauerschaften Geverdingsen und Huchzen die durch Umgemeindung am 26. Mai 1906 aus der Landgemeinde Tengern ausgegliedert wurden und forthan die Landgemeinde Huchzen bildeten.
Dennoch unterscheidet man die Orte
- Groß-Huchzen,
- Klein-Huchzen,
- Geverdingsen, (einschließlich Schnepels Hof)

Bezeichnenderweise trägt ein Großteil der Einwohner den Familiennamen Huchzermeyer. Huchzen konnte sein bäuerliches Erscheinungsbild bewahren. So stellt Gisela Schwarze treffend fest: „Manche Dörfer haben im Kampf gegen Glasbausteine und modernes Styling ihr characterisches Bild bewahren können, wie z. B. Huchzen mit seinen schwarz-weißen Fachwerkhäusern und roten Ziegeldächern.“ Die Landwirtschaft ist bis heute ein bedeutender Wirtschaftszweig. Eine gewisse Bedeutung hat der Hofverkauf von Kartoffeln. Im südlichen Ortsgebiet gibt es eine Schänke (Ortlage Rehmerloher Str. 291), die aber genaugenommen bereits knapp außerhalb des ehemaligen Gemeindegebiets in Rehmerloh liegt.
Klein-Huchzen ist von den anderen Ortsteilen Huchzens über asphaltierte Straßen nur mittels kurzes Verlassens Huchzens möglich. Abgesehen davon gibt es nur einen unbefestigten Feldweg über das Huchzener Feld, der ein Erreichen Klein-Huchzens über huchzener Gebiet ermöglicht.
Als sozialkulturelles Zentrum diente bis in die 1980er Jahre eine Gaststätte in der Nähe von Klein-Huchzen, wobei diese knapp außerhalb des Gemeindegebietes und bereits auf dem Gebiet der Stadt Löhne im Kreis Herford lag. Mittlerweile wurde die Kneipe aufgegeben.

## Geschichte
Bis zur Franzosenzeit gehörte Huchzen zur Vogtei Schnathorst im Amt Reineberg des Fürstentums Minden. Von 1807 bis 1810 gehörte der Ort zum Kanton Reineberg des napoleonischen Satellitenstaats Königreich Westphalen. Von 1811 bis 1813 gehörte Huchzen unmittelbar zu Frankreich und dort zur Mairie Schnathorst im Kanton Quernheim des Arrondissements Minden im Departement der Oberen Ems. 1816 kam Huchzen zum neuen Kreis Bünde und 1832 zum Kreis Lübbecke.
Seit den 1840er Jahren gehörte Huchzen zur Gemeinde Tengern im Amt Hüllhorst des Kreises Lübbecke. Durch königlichen Erlass vom 26. Mai 1906 wurden aus Teilen der Landgemeinde Tengern die neue Landgemeinde Huchzen gebildet. Im Schreiben des preußischen Ministers des Innern, IV b 1205 an den Regierungspräsidenten des damaligen Regierungsbezirkes Minden hieß es:
Des Königs Majestät haben durch allerhöchsten Erlaß vom 19. Mai d. Js. zu genehmigen geruht, daß die Bauernschaften Huchzen und Geverdingsen im Kreise Lübbecke von der Landgemeinde Tengern abgetrennt werden und dass aus ihnen eine Landgemeinde mit dem Namen Huchzen gebildet wird.
Der Grund für die Selbständigkeit als Gemeinde lag unter anderem in dem Umstand, dass die damaligen Bewohner, obwohl dem Amt Hüllhorst zugehörig, nicht ins benachbarte Tengern, sondern nach Mennighüffen (heute Teil der Stadt Löhne) zur Kirche gingen. 1946 hatte der Ort 125 Einwohner im Jahre 1965, wenige Jahre vor der Gebietsreform, dann noch 93 Bewohner. Mit zuletzt 48 Einwohnern pro km² besaß Huchzen eine der geringsten Einwohnerdichten des Kreises Lübbecke, die um mehr als den Faktor 10 geringer war als im Land Nordrhein-Westfalen.
Am 1. Januar 1973 wurde Huchzen nach Hüllhorst eingemeindet. In Statistiken wird der Ort heute gemäß der Hauptsatzung der Gemeinde Hüllhorst vollständig zu Tengern gerechnet.

## Politik

### Gemeinderat
In Huchzen fanden nach Gründung der Bundesrepublik Deutschland vier Gemeinderatswahlen statt. Eine Besonderheit war, dass als einzige „Partei“ die Wählergruppe Huchzen antrat. Bei der „Wahl“ am 28. Oktober 1965 wurde gar nicht gewählt, da nur ein Wahlvorschlag mit sechs Bewerbern vorlag. Alle Vorgeschlagenen bildeten den Gemeinderat kraft Gesetzes. Am 19. März 1961 erhielt die Wählergruppe Huchzen 124 Stimmen, dann am 27. September 1964 114 Stimmen und am 9. November 1969 noch 64 Stimmen, jeweils aber immer 100 Prozent der gültigen Stimmen. Der Gemeinderat umfasste bis 1961 sechs, ab dann sieben Sitze. Bürgermeister waren von 1956 bis 1964 Heinrich Kleffmann und danach bis 1972 Gustav Meier.

## Sonstiges
Als einzige Gemeinde des Amtes Hüllhorst, gehörte Huchzen bis zum Schluss nicht dem 1960 gegründeten Wasserbeschaffungsverband „Wiehengebirge West“, dem 1966 alle anderen Gemeinden des Amtes beigetreten waren, an. Huchzen verfügte über keine eigene Schule. Ab Juli 1968 gehörte die Gemeinde zum Schulverband Schnathorst-Holsen-Huchzen-Tengern (dem im Oktober desselben Jahres auch Bröderhausen beitrat).
Auf dem Hof Reitmeier im Ort Geverdingsen  findet gelegentlich ein öffentlicher Backtag statt.

## Persönlichkeiten

### Söhne und Töchter der Stadt
Folgende Persönlichkeiten wurden in Huchzen geboren:
- Ernst Huchzermeyer   Deutscher Verwaltungsjurist und ehemaliger Landrat des Kreises Lübbecke